# Potamonautes niloticus
Potamonautes niloticus là một loài cua thuộc họ Potamonautidae. Loài này có ở Ai Cập, Ethiopia, Rwanda, Sudan, và Uganda. Môi trường sống tự nhiên của chúng là sông ngòi.